# Deltote turcica
Deltote turcica is een vlinder uit de familie van de uilen (Noctuidae). De wetenschappelijke naam van deze soort is voor het eerst voorgesteld door Erdem Seven, László Ronkay en Gábor Ronkay in een publicatie uit 2019.
De soort komt voor in Turkije en Turkmenistan.